# Сумська обласна рада
Сумська обласна рада — є представницьким органом місцевого самоврядування, що представляє спільні інтереси територіальних громад сіл, селищ, міст, у межах повноважень, визначених Конституцією України, Законом України «Про місцеве самоврядування в Україні» й іншими законами, а також повноважень, переданих їм сільськими, селищними, міськими радами.
Обласна рада складається з депутатів, обирається населенням Сумської області терміном на п'ять років. Рада обирає постійні і тимчасові комісії. Обласна рада проводить свою роботу сесійно. Сесія складається з пленарних засідань і засідань її постійних комісій.

## Депутати, склад депутатських фракцій і постійних комісій
- І скликання
- ІІ скликання
- ІІІ скликання
- ІV скликання
- V скликання
- VІ скликання
- VII скликання
- VIIІ скликання

## Голови Сумського обласного виконавчого комітету
1. Горлов Йосип Гордійович — січень 1939 — 10 жовтня 1941 р., 1943 — липень 1944 рр.
2. Абрамов Олександр Дмитрович — вересень 1944 — лютий 1948 рр.
3. Шадрін Василь Автономович — 1948—1950 рр.
4. Мартиненко Іван Михайлович — 1950 — листопад 1953 рр.
5. Кондратенко Андрій Павлович — листопад 1953—1959 рр.
6. Попльовкін Трохим Трохимович — 1959 — січень 1962 рр.
7. Вольтовський Борис Іовлевич — 1962 — грудень 1962 рр.
8. Єременко Іван Семенович — грудень 1962 — грудень 1964 рр.(сільського)
9. Лушпа Михайло Панасович — грудень 1962 — грудень 1964 рр.(промислового)
10. Науменко Андрій Михайлович — грудень 1964—1973 рр.
11. Козеняшев Дмитро Якович — 1973 — 1982 рр.
12. Шевченко Володимир Антонович — 1982 — 9 листопада 1988 рр., 29 березня — 18 вересня 1991  р.
13. Бондаренко Анатолій Дмитрович — 9 листопада 1988 — 29 березня 1991 р.

## Голови Сумської обласної ради

### 1-е скликання
1. Шевченко Володимир Антонович — 5 квітня 1990 — 18 вересня 1991

### 2-е скликання
2. Бондаренко Анатолій Дмитрович — 8 жовтня 1991 — 26 червня 1994

### 3-е скликання
3. Єпіфанов Анатолій Олександрович — липень 1994 — 22 червня 1999

### 4-е скликання
4. Берфман Марк Абрамович — 6 липня 1999 — 28 квітня 2006

### 5-е скликання
5. Шапошник В'ячеслав Іванович — 28 квітня 2006 — 2 червня 2009
6. Токар Володимир Миколайович — 2 червня 2009 — 18 листопада 2010

### 6-е скликання
7. Михайленко Геннадій Володимирович — 18 листопада 2010 — 24 лютого 2014
8. Клочко Микола Олексійович — 24 лютого 2014 — 15 січня 2015
- в.о. Лаврик Віра Іванівна — 16 січня 2015 — з 4 грудня 2015

### 7-е скликання
9. Салатенко Семен Павлович — 4 грудня 2015 — 2 грудня 2016
10.Токар Володимир Миколайович — з 2 грудня 2016 — 3 грудня 2020

### 8-е скликання
11. Федорченко Віктор Михайлович — з 3 грудня 2020 - 2 жовтня 2024
12. Романько Олексій Вікторович  — з 2 жовтня 2024